# Lijst van afleveringen van Clarence
Dit is een lijst met afleveringen van de Amerikaanse televisieserie Clarence. De serie omvat drie seizoenen. Een overzicht van alle afleveringen is hieronder te vinden.

## Seizoenoverzicht
| Seizoen | Afleveringen | Originele uitzendingen | Originele uitzendingen | Uitzenddatum in Nederland | Uitzenddatum in Nederland |
| Seizoen | Afleveringen | Seizoenspremière       | Seizoensfinale         | Seizoenspremière          | Seizoensfinale            |
| ------- | ------------ | ---------------------- | ---------------------- | ------------------------- | ------------------------- |
| 1       | 51           | 31 april 2014          | 27 oktober 2015        | 17 november 2014          | 24 mei 2016               |
| 2       | 39           | 18 januari 2016        | 3 februari 2017        | 21 november 2016          | 13 april 2017             |
| 3       | 40           | 10 februari 2017       | 24 juni 2018           | 2 oktober 2017            | 29 april 2018             |

## Seizoen 1 (2014-2015)
| Nr. | #  | Titel                                                        | Script                        | Datum uitzending | Datum uitzending  |
| --- | -- | ------------------------------------------------------------ | ----------------------------- | ---------------- | ----------------- |
| 1 | 1  | Fun Dungeon Face Off Pret-kerker-perikelen                   | Skyler Page en Patrick Harpin | 14 april 2014    | 1 december 2014   |
| De moeder van Clarence trakteert Clarence, Jef en Sumo op een avondje in de Ruige Ruiters Kip, een restaurant met een speelruimte. Wanneer Clarence en Sumo Jefs frietjes stelen, moet Jef zijn fobie voor bacteriën overwinnen.                       |    |                                                              |                               |                  |                   |
| 2 | 2  | Pretty Great Day with a Girl Vet coole dag met een meisje    | Skyler Page en Patrick Harpin | 14 april 2014    | 19 november 2014  |
| Clarence en zijn buurmeisje Amy gaan samen op jacht naar een enorme steen. |    |                                                              |                               |                  |                   |
| 3 | 3  | Money Broom Wizard Tovergeldbezem                            | Skyler Page en Patrick Harpin | 21 april 2014    | 24 november 2014  |
| Clarence laat in de plaatselijke gok/pizzatent zien dat je met 1 euro minstens zoveel plezier kunt hebben als met een zak vol. |    |                                                              |                               |                  |                   |
| 4 | 4  | Lost in the Supermarket Verloren in de supermarkt            | Skyler Page en Patrick Harpin | 21 april 2014    | 20 november 2014  |
| Wanneer Clarence met zijn moeder meegaat naar de supemarkt, gaat hij op avontuur en ziet hij iets verdachts op gangpad vijf… en alle andere gangpaden.                                                                                                 |    |                                                              |                               |                  |                   |
| 5 | 5  | Clarence's Millions De miljoenen van Clarence                | Skyler Page en Patrick Harpin | 28 april 2014    | 21 november 2014  |
| Wanneer Clarence zich realiseert dat het 'vriendsterren'-systeem niet alle kinderen beloont, creëert hij zijn eigen valuta, de 'Clarence-dollars'. Het nieuwe beloningsysteem zet de hele school al snel volledig op z'n kop.                          |    |                                                              |                               |                  |                   |
| 6 | 6  | Clarence Gets a Girlfriend Clarence krijgt een vriendinnetje | Skyler Page en Patrick Harpin | 5 mei 2014       | 25 november 2014  |
| Als Clarence wordt uitgevraagd door Ashley, een meisje in zijn klas, beseft hij dat 'ie niks afweet van 't hebben van een vriendinnetje! Clarence schakelt Sumo en Jef in om van hem de perfecte gentleman te maken, net op tijd voor zijn grote date. |    |                                                              |                               |                  |                   |
| 7 | 7  | Jeff's New Toy Jef's nieuwe speeltje                         | Spencer Rothbell              | 12 mei 2014      | 18 november 2014  |
| Jef wil zijn nieuwe speeltje, in de doos laten. Clarence wil er dolgraag mee spelen en de arme Sumo zit tussen twee vuren. |    |                                                              |                               |                  |                   |
| 8 | 8  | Dinner Party Het etentje                                     | Skyler Page en Patrick Harpin | 12 juni 2014     | 27 november 2014  |
| De moeder van Clarence neemt hem mee naar een saai etentje en Clarence gaat op zoek naar vertier. |    |                                                              |                               |                  |                   |
| 9 | 9  | Honk Toeter                                                  | Mark Banker                   | 19 juni 2014     | 26 november 2014  |
| In "Toeter" probeert Clarence zijn communicatievaardigheden op te poetsen door een toeter aan te schaffen. Al dat getoeter is nogal irritant. |    |                                                              |                               |                  |                   |
| 10 | 10 | Dollar Hunt                                                  | Mark Banker                   | 26 juni 2014     | 28 november 2014  |
| Clarence organiseert een leuke dollarjacht om nieuwe vriendjes te maken. Maar het loopt mis als Clarence per ongeluk het geld begraaft dat hij van zijn moeder kreeg om boodschappen te doen voor het avondje van haar leeskring.                      |    |                                                              |                               |                  |                   |
| 11 | 11 | Zoo Dierentuin                                               | Spencer Rothbell              | 3 juli 2014      | 17 november 2014  |
| Clarence en Benny zijn 'n stel apart als ze tijdens 'n uitje naar de dierentuin aan elkaar gekoppeld worden en urenlang ingesloten raken. |    |                                                              |                               |                  |                   |
| 12 | 12 | Rise 'n' Shine Uit de veren                                  | Mark Banker                   | 10 juli 2014     | 2 december 2014   |
| Clarence beleeft de vroege ochtend met allerlei activiteiten en ontmoet een bergleeuw in de achtertuin. |    |                                                              |                               |                  |                   |
| 13 | 13 | Man of the House                                             | Mark Banker                   | 17 juli 2014     | 27 mei 2015       |
| Clarence en zijn vrienden brengen de nacht voor het eerst alleen door nadat Marie en Ted uit zijn gegaan, maar hun lol gaat al snel uit de hand. |    |                                                              |                               |                  |                   |
| 14 | 14 | Puddle Eyes                                                  | Spencer Rothbell              | 24 juli 2014     | 4 juni 2015       |
| Clarence denkt dat hij blind is geworden als hij de modder in zijn ogen krijgt, vlak voor de zichtproef van de school, maar niet als Jef de dag kan redden.                                                                                            |    |                                                              |                               |                  |                   |
| 15 | 15 | Dream Boat                                                   | Mark Banker                   | 31 juli 2014     | 5 juni 2015       |
| Geïnspireerd door Meneer Reese, wijdt Sumo zich aan het bouwen van een boot. |    |                                                              |                               |                  |                   |
| 16 | 16 | Slumber Party Slaapfeestje                                   | Spencer Rothbell              | 7 augustus 2014  | 17 november 2014  |
| Clarence heeft 't moeilijk op een slaapfeestje met alleen maar meisjes en laat Sumo en Jef aan hun lot over zonder Clarence als "verbindende factor".                                                                                                  |    |                                                              |                               |                  |                   |
| 17 | 17 | Nature Clarence                                              | Spencer Rothbell              | 14 augustus 2014 | 28 mei 2015       |
| Clarence, Jef, Sumo en Perry gaan wandelen op zoek naar een legendarische hete lente met Josh, maar het draait natuurlijk om, wat Clarence ertoe aanzet om het voortouw te nemen.                                                                      |    |                                                              |                               |                  |                   |
| 18 | 18 | Average Jeff                                                 | Spencer Rothbell              | 2 oktober 2014   | 26 mei 2015       |
| Jef is geschokt om te vinden dat hij in een klasse met onder - gemiddelde studenten na het nemen van een IQ test wordt geplaatst, veroorzakend hem om aan een identiteitscrisis te lijden.                                                             |    |                                                              |                               |                  |                   |
| 19 | 19 | Lizard Day Afternoon Hagedissendag-middag                    | Mark Banker                   | 9 oktober 2014   | 25 mei 2015       |
| Clarence en Sumo jagen op een hagedis en krijgen onverwachte beloningen terwijl Jef probeert een beurt te krijgen door met Belson's nieuwe spelsysteem te spelen.                                                                                      |    |                                                              |                               |                  |                   |
| 20 | 20 | The Forgotten                                                | Mark Banker                   | 16 oktober 2014  | 1 juni 2015       |
| Clarence en zijn klasgenoot Brady zijn de enige kinderen die geen lift van school hebben gekregen, dus ze moeten hun eigen weg naar huis vinden. |    |                                                              |                               |                  |                   |
| 21 | 21 | Neighborhood Grill                                           | Spencer Rothbell              | 23 oktober 2014  | 29 mei 2015       |
| Clarence is geschokt om Juf Bakker te zien bij Chuckleton's, een lokaal familierestaurant, en hij kan de drang niet weerstaan om haar te onderbreken op haar date.                                                                                     |    |                                                              |                               |                  |                   |
| 22 | 22 | Belson's Sleepover                                           | Patrick Harpin                | 30 oktober 2014  | 3 juni 2015       |
| Benny gooit een logeerpartijtje en belooft een zeldzaam videospelsysteem aan de persoon die het de hele nacht kan maken zonder dat hij in de maling wordt genomen.                                                                                     |    |                                                              |                               |                  |                   |
| 23 | 23 | Too Gross for Comfort                                        | Mark Banker                   | 6 november 2014  | 2 juni 2015       |
| Wanneer Clarence Chelsea naar het boomhuis van de jongens brengt, concurreren ze allemaal om te zien wie het groste verhaal kan vertellen om haar weg te jagen.                                                                                        |    |                                                              |                               |                  |                   |
| 24 | 24 | Pilot Expansion                                              | Skyler Page en Mark Banker    | 13 november 2014 | 10 juni 2015      |
| In de verre toekomst zijn Clarence, Jef en Sumo oude mannen die zich de dag van hun eerste ontmoeting proberen te herinneren. |    |                                                              |                               |                  |                   |
| 25 | 25 | Patients                                                     | Mark Banker                   | 20 november 2014 | 9 juni 2015       |
| Om de verveling van de wachtkamer van een dokterspraktijk tegen te gaan, vindt Clarence bij de receptie een spel uit waarbij de prijs snoep is. |    |                                                              |                               |                  |                   |
| 26 | 26 | Rough Riders Elementary                                      | Spencer Rothbell              | 1 december 2014  | 8 juni 2015       |
| Clarence komt boos op tegen Josh, de sponsor van Ruige Ruiters, want het blijkt dat de sponsoring de school overneemt. |    |                                                              |                               |                  |                   |
| 27 | 27 | Nothing Ventured                                             | Mark Banker                   | 2 december 2014  | 15 september 2015 |
| Ted en Mel, Sumo's vader, willen geld verdienen, dus Clarence en Sumo zetten sprinkhanen in de huizen van mensen, in de overtuiging dat mensen ze zullen betalen aan een ongediertebestrijding dienst, maar beseffen dat ze kakkerlakken zijn.         |    |                                                              |                               |                  |                   |
| 28 | 28 | Bedside Manners                                              | Spencer Rothbell              | 3 december 2014  | 14 september 2015 |
| Clarence probeert op te vrolijken Benny in het ziekenhuis na een poging om hem in de maling te nemen gaat mis en hij wordt in een lichaam gegoten. |    |                                                              |                               |                  |                   |
| 29 | 29 | Jeff Wins                                                    | Spencer Rothbell              | 4 december 2014  | 17 september 2015 |
| Clarence helpt Jef voor te bereiden op een kookwedstrijd, omdat, als gevolg van mislukkingen uit het verleden, Jeff kan zijn hoofd niet houden. |    |                                                              |                               |                  |                   |
| 30 | 30 | Suspended                                                    | Katie Crown                   | 6 april 2015     | 18 september 2015 |
| Na het trekken van een grap op Juf Bakker, Sumo en Clarence worden geschorst voor een week en beginnen hun pas ontdekte vrijheid te exploiteren. |    |                                                              |                               |                  |                   |
| 31 | 31 | Turtle Hats                                                  | Katie Crown                   | 7 april 2015     | 23 september 2015 |
| Juf Bakker wijst per ongeluk de klas toe om een opdracht over "schildpadhoeden" te doen, maar iedereen, zelfs Clarence, Jef en Sumo, heeft moeite om de betekenis van schildpadhoeden te begrijpen.                                                    |    |                                                              |                               |                  |                   |
| 32 | 32 | Goose Chase                                                  | Katie Crown                   | 8 april 2015     | 24 september 2015 |
| In het park waant Clarence zich de koning der vogels, totdat een gans hem begint te irriteren. |    |                                                              |                               |                  |                   |
| 33 | 33 | Goldfish Follies                                             | Spencer Rothbell              | 9 april 2015     | 16 september 2015 |
| Clarence worstelt om zijn nieuwe goudvis in het water te krijgen nadat hij per ongeluk de zak heeft gebroken. |    |                                                              |                               |                  |                   |
| 34 | 34 | Chimney                                                      | Katie Crown                   | 10 april 2015    | 25 september 2015 |
| Clarence, Jef en Sumo bevriend raken met een wilde hond die ze de naam schoorsteen, tijdens het spelen in het bos, die later komt om hen te redden als ze gevangen komen te zitten in een put.                                                         |    |                                                              |                               |                  |                   |
| 35 | 35 | Straight Illin'                                              | Spencer Rothbell              | 16 april 2015    | 22 september 2015 |
| In een escalerende reeks van durf, Benny durft Clarence te eten 500 duivelse eieren, maar wordt ziek in het proces. Als de andere kinderen dit te weten komen, gaan ze op zoek naar de redding van Clarence voordat hij de hele stad besmet.           |    |                                                              |                               |                  |                   |
| 36 | 36 | Dust Buddies                                                 | Katie Crown                   | 23 april 2015    | 21 september 2015 |
| Als straf laat Benny's moeder Benny het huis schoonmaken terwijl hun dienstmeisje, Lupe, Clarence's huis gaat schoonmaken. |    |                                                              |                               |                  |                   |
| 37 | 37 | Hurricane Dilliss                                            | Spencer Rothbell              | 30 april 2015    | 28 september 2015 |
| Clarence's grootmoeder, Dilliss, komt langs voor een plotseling bezoek en begint zich te bemoeien met zijn gezinsleven. |    |                                                              |                               |                  |                   |
| 38 | 38 | Hoofin' It                                                   | Katie Crown                   | 7 mei 2015       | 30 september 2015 |
| Clarence is niet zo enthousiast voor de jaarlijkse varkensjacht als iedereen. |    |                                                              |                               |                  |                   |
| 39 | 39 | Detention                                                    | Tony Infante                  | 14 mei 2015      | 10 mei 2016       |
| Wanneer detentie begint steeds de place to be wanneer de Meneer Reese in slaap valt als hij een donut krijgt, Clarence verandert het in een koele club.                                                                                                |    |                                                              |                               |                  |                   |
| 40 | 40 | Hairence                                                     | Spencer Rothbell              | 21 mei 2015      | 9 mei 2016        |
| Clarence krijgt zijn eerste zomerbaantje: hij mag bij de kapper van zijn moeder aan de slag, maar als er een onbeleefde klant komt die het personeel gaat leiden, geeft Clarence haar een onvergetelijk kapsel.                                        |    |                                                              |                               |                  |                   |
| 41 | 41 | Lil' Buddy Minivriendje                                      | Spencer Rothbell              | 20 juli 2015     | 29 september 2015 |
| Clarence's sociale leven spiraleert uit de hand als hij in de problemen komt omdat hij met zijn pop "Minivriendje" speelt. |    |                                                              |                               |                  |                   |
| 42 | 42 | Chalmers Santiago                                            | Spencer Rothbell              | 21 juli 2015     | 12 mei 2016       |
| Clarence moet post bezorgen bij zijn mysterieuze buurman, Chalmers Santiago. |    |                                                              |                               |                  |                   |
| 43 | 43 | Tuckered Boys Vermoeide Jongens                              | John Bailey Owen              | 22 juli 2015     | 13 mei 2016       |
| Clarence, Jef en Sumo willen de hele nacht wakker blijven om een meteorenregen te zien, maar hun gebrek aan slaap haalt hen in en ze beginnen te hallucineren.                                                                                         |    |                                                              |                               |                  |                   |
| 44 | 44 | Water Parl Waterpark                                         | Tony Infante                  | 23 juli 2015     | 17 mei 2016       |
| Clarence, Jef en Sumo gaan naar "Plonsie's Klamme Helling Waterpark". Clarence ontdekt de waarheid over zijn idool Plonsie, terwijl Jef en Sumo in de rij wachten op de Churd Churner.                                                                 |    |                                                              |                               |                  |                   |
| 45 | 45 | Where the Wild Chads Are Waar de Wilde Ted's Struinen        | Spencer Rothbell              | 24 juli 2015     | 18 mei 2016       |
| Ted neemt Clarence camping, maar de reis gaat mis als een ongelukkige Clarence dumpt alle inhoud in de rugzak van Tsjaad in de rivier in de hoop om zijn wilde kant te zien.                                                                           |    |                                                              |                               |                  |                   |
| 46 | 46 | Breehn Ho! Brien Ho!                                         | Tony Infante                  | 6 augustus 2015  | 11 mei 2016       |
| Jef nodigt Brien uit om een piratenbordspel te spelen voor de nacht, "Dertig Dagen en Zeven Zeeën". De spanning neemt toe wanneer Jef en Brien in conflict komen met het kapitein zijn.                                                                |    |                                                              |                               |                  |                   |
| 47 | 47 | The Big Petey Pizza Problem Het Grote Pietje Pizza Probleem  | John Bailey Owen              | 13 augustus 2015 | 19 mei 2016       |
| Jef viert zijn 10e verjaardag op de lokale bowlingbaan, "Grote Pietje's Pizza", maar het gaat mis als hij zich realiseert dat Gilben's feestje tegelijkertijd plaatsvindt.                                                                             |    |                                                              |                               |                  |                   |
| 48 | 48 | The Break Up Het is uit                                      | Tony Infante                  | 20 augustus 2015 | 20 mei 2016       |
| Na een ruzie, Jef en Sumo gelofte om nooit meer met elkaar te spreken, en Clarence probeert om ze weer bij elkaar te krijgen, zelfs als het betekent bijna doden hen.                                                                                  |    |                                                              |                               |                  |                   |
| 49 | 49 | In Dreams Als je Droomt                                      | Nelson Boles                  | 27 augustus 2015 | 23 mei 2016       |
| Clarence wordt verteld de garagedeur te sluiten, maar valt in slaap en verdwaalt in de droomwereld. |    |                                                              |                               |                  |                   |
| 50 | 50 | Balance                                                      | Spencer Rothbell              | 3 september 2015 | 24 mei 2016       |
| Wanneer een vreemde jongen genaamd Balance verschijnt tot klasse op een dag en begint intimiderend iedereen, Clarence en Benny op weg naar de waarheid over hem bloot te leggen.                                                                       |    |                                                              |                               |                  |                   |
| 51 | 51 | Spooky Boo Spoekie Boo                                       | Tony Infante                  | 27 oktober 2015  | 16 mei 2016       |
| Nadat Clarence Chelsea en Mavis door zijn zelfgemaakte spookhuis heeft geleid, stelt Chelsea voor dat ze naar het spookhuis van de plaatselijke middelbare school gaan voor een paar echte angsten.                                                    |    |                                                              |                               |                  |                   |

## Seizoen 2 (2016-2017)
| Nr. | #     | Titel                                                                         | Script                                 | Datum uitzending | Datum uitzending |
| --- | ----- | ----------------------------------------------------------------------------- | -------------------------------------- | ---------------- | ---------------- |
| 52 | 1     | The Interrogation                                                             | Spencer Rothbell                       | 18 januari 2016  | 21 november 2016 |
| Als Meneer Reese's auto ingesmeerd is met gehaktbalsaus, pakt hij Clarence om hem te helpen uitzoeken wie het gedaan heeft. |       |                                                                               |                                        |                  |                  |
| 53 | 2     | Lost Playground De Verloren Speeltuin                                         | Tony Infante                           | 18 januari 2016  | 30 november 2016 |
| Nadat de speeltoestellen van de school zijn weggehaald omdat ze te gevaarlijk worden geacht, proberen de kinderen de oude toestellen te vinden. |       |                                                                               |                                        |                  |                  |
| 54 | 3     | Bird Boy Man                                                                  | Tony Infante                           | 19 januari 2016  | 22 november 2016 |
| Sumo vindt een vogel die hij Hot Sauce noemt en verpleegt het terug naar de gezondheid, maar verwaarloost al het andere. |       |                                                                               |                                        |                  |                  |
| 55 | 4     | Freedom Cactus De Verloren Speeltuin                                          | Spencer Rothbell en Sam Kremers-Nedell | 20 januari 2016  | 25 november 2016 |
| Clarence maakt een strip over een cactus die de nummer 1-hit van de school wordt. |       |                                                                               |                                        |                  |                  |
| 56 | 5     | Plane Excited                                                                 | Sam Kremers-Nedell                     | 21 januari 2016  | 23 november 2016 |
| Clarence vindt het leuk op een vliegtuig naar Florida en helpt Ted voorbij zijn eerste ritje te komen. |       |                                                                               |                                        |                  |                  |
| 57 | 6     | Escape from Beyond the Cosmic De Verloren Speeltuin                           | Tony Infante                           | 22 januari 2016  | 28 november 2016 |
| Jef probeert een arcadespel te verslaan op de wasserette, maar als Clarence het breekt, moet hij een alternatief vinden. |       |                                                                               |                                        |                  |                  |
| 58 | 7     | Ren Faire Middeleeuws festival                                                | Tony Infante                           | 28 januari 2016  | 24 november 2016 |
| Clarence, Sumo en Jef gaan naar een Renaissance beurs. |       |                                                                               |                                        |                  |                  |
| 59 | 8     | Time Crimes De Tijdbandiet                                                    | Sam Kremers-Nedell                     | 4 februari 2016  | 29 november 2016 |
| Na het ontvangen van een speciaal horloge van een graankistje, gelooft Clarence dat hij de tijd kan controleren. |       |                                                                               |                                        |                  |                  |
| 60 | 9     | Saturday School School op Zaterdag                                            | Sam Kremers-Nedell                     | 11 februari 2016 | 1 december 2016  |
| Clarence, Jef en Sumo moeten de school op een zaterdag schoonmaken na het maken van een niet-goedgekeurde muurschildering. |       |                                                                               |                                        |                  |                  |
| 61 | 10    | Attack the Block Party Aanval op het Alien Feest                              | Sam Kremers-Nedell                     | 18 februari 2016 | 2 december 2016  |
| Een high school party wordt onderzocht door Clarence, Jef en Sumo, die denken dat het een vreemde invasie is. |       |                                                                               |                                        |                  |                  |
| 62 | 11    | Field Trippin'                                                                | Tony Infante                           | 25 februari 2016 | 5 december 2016  |
| Clarence krijgt op de verkeerde schoolbus na het nemen van een badkamer pauze op een excursie. |       |                                                                               |                                        |                  |                  |
| 63 | 12    | Ice Cream Hunt                                                                | Sam Kremers-Nedell                     | 3 maart 2016     | 6 december 2016  |
| Larry helpt Clarence het trio uit te nemen voor een ijsje, maar ze gaan voor de rit van hun leven. |       |                                                                               |                                        |                  |                  |
| 64 | 13    | Company Man De Bedrijvenman                                                   | Nick Cron-DeVico                       | 10 maart 2016    | 7 december 2016  |
| Clarence verliest de bal tijdens een voetbalwedstrijd. Hij eindigt na het volgen van het in een kantoorgebouw, waar hij zich vergist voor de zoon van de baas. |       |                                                                               |                                        |                  |                  |
| 65 | 14    | Stump Brothers Stronkbroertjes                                                | Sam Kremers-Nedell                     | 17 maart 2016    | 8 december 2016  |
| Wanneer Clarence en Sumo een stroomstoring veroorzaken bij Sumo's, worden ze gestuurd met Sumo's broer, Tanner, om een generator deel op te halen. |       |                                                                               |                                        |                  |                  |
| 66 | 15    | The Tails of Mardrynia Een verhaaltje met een staartje                        | Tony Infante                           | 25 maart 2016    | 12 december 2016 |
| Clarence wordt geïnspireerd om lokale dieren op te halen om een dierenwereld te maken zoals hij las over een dierenwereld om Percy op te vrolijken. |       |                                                                               |                                        |                  |                  |
| 67 | 16    | Clarence Wendle and the Eye of Coogan Clarence Wendel en het oog van Coogan   | Tony Infante                           | 25 maart 2016    | 14 december 2016 |
| Clarence en een paar andere studenten jagen op een verloren schat. |       |                                                                               |                                        |                  |                  |
| 68 | 17    | Sneaky Peeky Voorproefje                                                      | Tony Infante                           | 29 maart 2016    | 9 december 2016  |
| Na het missen van een kans om de première van de nieuwe Robo-kikker film te zien, het trio bedenkt een plan om stiekem het theater in te sluipen en een glimp op te vangen een glimp op te vangen voordat iemand anders. Echter, wanneer ze per ongeluk schade aan de haspel, worden ze gedwongen om het op te lossen of te bekennen! |       |                                                                               |                                        |                  |                  |
| 69 | 18    | Game Show Spelprogramma                                                       | Sam Kremers-Nedell                     | 21 april 2016    | 13 december 2016 |
| Clarence en Brien spelen een spelshow in het Abberdaal winkelcentrum. |       |                                                                               |                                        |                  |                  |
| 70 | 19    | Skater Sumo                                                                   | Sam Kremers-Nedell                     | 28 april 2016    | 15 december 2016 |
| Sumo probeert een skateboard te bouwen en zich aan te sluiten bij Chelsea en Rita's schaatsteam. |       |                                                                               |                                        |                  |                  |
| 71 | 20    | Mystery Girl Het Geheimzinnige Meisje                                         | Tony Infante                           | 5 mei 2016       | 16 december 2016 |
| Clarence vindt een vriend per ongeluk een vriend terwijl het maken van grapjes. |       |                                                                               |                                        |                  |                  |
| 72 | 21    | The Substitute De Invaller                                                    | Sam Kremers-Nedell                     | 12 mei 2016      | 19 december 2016 |
| Een vervangende leraar veroorzaakt chaos, en Clarence moet Jef Bakker vinden om de orde te herstellen. |       |                                                                               |                                        |                  |                  |
| 73 | 22    | Classroom Klaslokaal                                                          | Tony Infante                           | 19 mei 2016      | 20 december 2016 |
| Een dag in het leven in de klas van mevrouw Bakker wordt onderzocht. |       |                                                                               |                                        |                  |                  |
| 74 | 23    | Dullance Verveellance                                                         | Tony Infante                           | 26 mei 2016      | 3 april 2017     |
| Clarence voelt zich uitgebrand door de vele avonturen en probeert een dag lang niets te doen. |       |                                                                               |                                        |                  |                  |
| 75 | 24    | Jeff's Secret Het Geheim van Jef                                              | Sam Kremers-Nedell                     | 2 juni 2016      | 21 december 2016 |
| Clarence leert dat Jef een extra teen heeft en Jef smeekt Clarence om zijn geheim te bewaren, maar Clarence is geneigd het de school te vertellen. |       |                                                                               |                                        |                  |                  |
| 76 | 25    | Space Race Ruimterace                                                         | Alan Hanson                            | 9 juni 2016      | 22 december 2016 |
| Juf Bakker wijst een heel leuk klassenproject toe. Met Clarence afgeleid door de mysterieuze kracht van de maan, concurreert zijn klas om de hoogst vliegende raket te bouwen. |       |                                                                               |                                        |                  |                  |
| 77 | 26    | Plant Daddies Plant Papa's                                                    | Tony Infante                           | 16 juni 2016     | 23 december 2016 |
| De leerlingen van Abberdaal Bassisschool moeten zich in groepjes van 2 opstellen om kleine potplanten te kweken. |       |                                                                               |                                        |                  |                  |
| 78 | 27    | Bucky and the Howl Bucky en de Huil                                           | Tony Infante                           | 23 juni 2016     | 26 december 2016 |
| Sumo sluit zich aan bij een musical en Clarence bevordert de show, maar Sumo vangt podiumangst op de openingsavond. |       |                                                                               |                                        |                  |                  |
| 79 | 28    | Worm Bin Wormenbak                                                            | Sam Kremers-Nedell                     | 1 november 2016  | 27 december 2016 |
| Wanneer zijn moeder hem een wormbak krijgt, Jef heeft te maken met het idee dat hij leeft met de walgelijke wezens, terwijl Clarence breekt in om ze elke avond te voeden. |       |                                                                               |                                        |                  |                  |
| 80 | 29    | Clarence and Sumo's Rexcellent Adventure Clarence en Sumo's rextreme avontuur | Ben Mekler                             | 2 november 2016  | 4 april 2017     |
| Sumo moet worden geconfronteerd met de gevolgen wanneer hij en Clarence een tand te nemen van een dinosaurus skelet in het museum, waardoor Clarence getraumatiseerd. |       |                                                                               |                                        |                  |                  |
| 81 | 30    | Birthday Verjaardag                                                           | Tony Infante                           | 3 november 2016  | 28 december 2016 |
| Clarence geeft een verjaardagsfeestje, en iedereen in hun klas komt opdagen - tot grote ontzetting van Jeff en Sumo. |       |                                                                               |                                        |                  |                  |
| 82 | 31    | Tree of Life De Levensboom                                                    | Joe Tracz                              | 4 november 2016  | 5 april 2017     |
| Clarence, Sumo en Jeff klimmen in een boom om er hun naam op te snijden. |       |                                                                               |                                        |                  |                  |
| 83-84 | 32-33 | Capture the Flag                                                              | Tony Infante                           | 14 november 2016 | 13 april 2017    |
| Clarence en zijn vrienden spelen het grootste spel van het vastleggen van de vlag tot nu toe en iedereen wil de kroon en de macht om de sapdozen van de buurt te controleren mee naar huis nemen. Maar dan gaat er iets onverwachts gebeuren als een nieuw team samenkomt en de sappen overneemt.                                     |       |                                                                               |                                        |                  |                  |
| 85 | 34    | Cloris Klara                                                                  | Ben Mekler                             | 15 november 2016 | 6 april 2017     |
| Wanneer Clarence met Jef naar Jef's oma te bezoeken, hij bevriend raakt met een vergrijzende vrouw genaamd Cloris en is vastbesloten om haar te herinneren aan haar oude zelf om de chagrijnige oma te bekeren tot zijn grappige manieren.                                                                                            |       |                                                                               |                                        |                  |                  |
| 86 | 35    | Fishing Trip Victochtje                                                       | Sam Kremers-Nedell                     | 16 november 2016 | 7 april 2017     |
| Mel leert dat Ted nooit Clarence vissen heeft genomen en besluit om dit te verhelpen met een bonding trip voor alle jongens! |       |                                                                               |                                        |                  |                  |
| 87 | 36    | Belson's Backpack De Rugzak van Belson                                        | Tony Infante                           | 17 november 2016 | 11 april 2017    |
| Na een toevallige rugzak swap, Clarence ontdekt dat Benny is een artistieke kant te verbergen en probeert Benny's creativiteit te bevorderen. |       |                                                                               |                                        |                  |                  |
| 88 | 37    | Motel                                                                         | Sam Kremers-Nedell                     | 18 november 2016 | 12 april 2017    |
| Na een insectenongeluk, Clarence's huis moet worden gefumigeerd, waardoor Mary, Ted en Clarence in een motel worden gedwongen. |       |                                                                               |                                        |                  |                  |
| 89 | 38    | Merry Moochmas Vrolijk Gapmis                                                 | Sam Kremers-Nedell                     | 1 december 2016  | 10 april 2017    |
| Het is kersttijd in Abberdaal en Clarence is ervan overtuigd dat zijn winterwens voor sneeuw in Arizona uitkomt! Zijn klasgenoot Beny en zijn knorrige neef Gerard Gap zijn echter iets moeilijker te overtuigen. |       |                                                                               |                                        |                  |                  |
| 90 | 39    | Pizza Hero Pizza Held                                                         | Nick Cron-DeVico                       | 3 februari 2017  | 14 april 2017    |
| Het is het einde van het schooljaar, en zoals de traditie van Abberdaal Basisschool is, is Papa Marianio van plan om zijn beroemde pizza uit te delen, samen met een zang- en dansspektakel. |       |                                                                               |                                        |                  |                  |

## Seizoen 3 (2017-2018)
| Nr. | #  | Titel                                                             | Script             | Datum uitzending | Datum uitzending |
| --- | -- | ----------------------------------------------------------------- | ------------------ | ---------------- | ---------------- |
| 91 | 1  | Sumo Goes West Sumo gaat naar het westen                          | Tony Infante       | 10 februari 2017 | 2 oktober 2017   |
| Wanneer Clarence leert dat zijn beste vriend Sumo naar een andere school mag overstappen, doet hij er alles aan om te proberen de verhuizing te stoppen. |    |                                                                   |                    |                  |                  |
| 92 | 2  | Valentimes Valentijd                                              | Tony Infante       | 10 februari 2017 | 9 oktober 2017   |
| Juf Bakker geen Valentijn heeft, helpt Clarence haar op te zetten met Meneer Mozer, Sumo's lerares uit West Abberdaal. |    |                                                                   |                    |                  |                  |
| 93 | 3  | Clarence for President Stem op Clarence                           | Sam Kremers-Nedell | 24 februari 2017 | 6 oktober 2017   |
| Jef schrijft zich in als Clarence's manager voor de 27ste Abberdaalse studentenverkiezing als klassenvoorzitter. |    |                                                                   |                    |                  |                  |
| 94 | 4  | Rock Show Rockshow                                                | Tony Infante       | 24 februari 2017 | 4 oktober 2017   |
| Ted's band, Dogmon, speelt voor het eerst in jaren een show, waardoor Clarence en Marie de kans krijgen om echt te rocken. |    |                                                                   |                    |                  |                  |
| 95 | 5  | The Phantom Clarence De onzichtbare Clarence                      | Tony Infante       | 5 juni 2017      | 29 april 2018    |
| Clarence is van plan om de sleepover te gooien om alle logeerpartijen te eindigen met versieringen, kussengevechten en spelletjes, maar er ontbreekt één ding - gasten. Clarence wil al zijn vrienden uitnodigen, maar vindt dat ze misschien wat overtuigingskracht nodig hebben.                  |    |                                                                   |                    |                  |                  |
| 96 | 6  | Jeffery Wendle Jef Wendel                                         | Kelsy Abbott       | 5 juni 2017      | 29 april 2018    |
| Tijdens de storm, Clarence gaat uit om Jef een rozijnendrankje te halen. Terwijl hij weg is, moet Jef in het huis blijven bij Ted en Marie, en uiteindelijk wordt hij gek op het laten schoonmaken van het huis. Later gingen ze op zoek naar Clarence.                                             |    |                                                                   |                    |                  |                  |
| 97 | 7  | Badgers & Bunkers Dassen en Bunkers                               | Sam Kremers-Nedell | 5 juni 2017      | 29 april 2018    |
| Tijdens de stroomstoring, Sumo en zijn familie verstoppen zich in een bunker. Hij en zijn vader vechten om de vraag of Sumo's huisdier das Candice bij hen in de bunker moet blijven. |    |                                                                   |                    |                  |                  |
| 98 | 8  | Dingus & McNobrain Domoor en McSchroeflos                         | Tony Infante       | 5 juni 2017      | 29 april 2018    |
| Benny en Meneer Reese werken samen om Miss Bakker te vinden tijdens de stroomuitval. |    |                                                                   |                    |                  |                  |
| 99 | 9  | Bye Bye Baker                                                     | Tony Infante       | 5 juni 2017      | 29 april 2018    |
| Terwijl ze proberen om naar Californië te komen voor vakantie zonder het Clarence te vertellen, raakt Juf Bakker gevangen in de winkel met Clarence, de burgemeester, Meg (de vervangende leraar) en een van Jef's moeders. De vier worden achterdochtig van Meg en proberen de winkel te verlaten. |    |                                                                   |                    |                  |                  |
| 100 | 10 | Flood Brothers Vloedbroeders                                      | Kelsy Abbott       | 5 juni 2017      | 29 april 2018    |
| Naarmate de storm erger wordt, komt iedereen vast te zitten in de sportschool van de school en uiteindelijk te vechten. Na Clarence krijgt ze met elkaar overweg kunnen, de grote overstroming treedt op en iedereen werkt samen om de overstroming te blokkeren van het invoeren van de school.    |    |                                                                   |                    |                  |                  |
| 101 | 11 | Pool's Out for Summer Zotte zwembad zomer                         | Tony Infante       | 6 juni 2017      | 16 oktober 2017  |
| De jongens gaan naar het Abberdaalse zwembad voor een dagje nat plezier. Jef waadt in het ondiepe gedeelte; Sumo probeert de duikplank te veroveren, zichzelf te verlossen van de buikflop van afgelopen zomer, en Clarence sluipt langs de badmeesters in het bubbelbad.                           |    |                                                                   |                    |                  |                  |
| 102 | 12 | Big Game De grote wedstrijd                                       | Tony Infante       | 7 juni 2017      | 20 oktober 2017  |
| Bij een honkbalwedstrijd die Benny's vader hen kaartjes gaf voor Ted, Clarence en Benny proberen manieren te vinden om zich te vermaken, Clarence probeert om de aandacht van een team mascotte te krijgen.                                                                                         |    |                                                                   |                    |                  |                  |
| 103 | 13 | The Boxcurse Chidren De kinderen van de vloekdoos                 | Kelsy Abbott       | 8 juni 2017      | 23 oktober 2017  |
| Clarence, Sumo en Jef geloven dat de inhoud van een antieke doos die ze in de rivier vonden vervloekt kan zijn. |    |                                                                   |                    |                  |                  |
| 104 | 14 | Karate Mom Karate mama                                            | Tony Infante       | 12 juni 2017     | 17 oktober 2017  |
| Na Clarence te hebben verrast met martial arts lessen in de Aberdojo, wordt Marie overgehaald om zelf bij de klas te gaan. Maar naarmate ze meer geïnvesteerd en geïnteresseerd raakt in het leren, dwaalt Clarence af van het idee.                                                                |    |                                                                   |                    |                  |                  |
| 105 | 15 | Clarence Loves Shoopy Clarence is dol op Roetjsie                 | Sam Kremers-Nedell | 13 juni 2017     | 3 oktober 2017   |
| Nadat ze zich heeft gerealiseerd dat ze eenzaam is, probeert Clarence vriendschap te sluiten met mevrouw Roetsj. Roetsj bonen maakt en probeert de hele stad de bonen te laten proberen. |    |                                                                   |                    |                  |                  |
| 106 | 16 | Public Radio De lokale omroep                                     | Sam Kremers-Nedell | 14 juni 2017     | 18 oktober 2017  |
| Na het beluisteren van een openbare radio-uitzending tijdens de les, wordt Clarence geïnspireerd om een eigen radio-interview op te nemen met zijn maatje Jef. |    |                                                                   |                    |                  |                  |
| 107 | 17 | Chad and the Marathon                                             | Stephen P. Neary   | 15 juni 2017     | 24 oktober 2017  |
| Als Ted zich realiseert dat zijn luie gewoontes op Clarence misschien wel afgeven zijn, besluit hij deel te nemen aan de Abberdaal marathon. |    |                                                                   |                    |                  |                  |
| 108 | 18 | Officr Moody Agent Mekker                                         | Sam Kremers-Nedell | 19 juni 2017     | 10 oktober 2017  |
| Stukken uit het verleden van de Meneer Reese worden onthuld wanneer zijn oude partner op de politiemacht, agent Mekker, Abberdaal Bassisschool bezoekt. |    |                                                                   |                    |                  |                  |
| 109 | 19 | Gilben's Different Gilben is anders                               | Tony Infante       | 20 juni 2017     | 11 oktober 2017  |
| De onlangs ontstane perzikdonker van Gilben vonkt een bespreking over puberteit die uiteindelijk Clarence om meer als een volwassene te handelen overtuigt. |    |                                                                   |                    |                  |                  |
| 110 | 20 | Cool Guy Clarence Coole Clarence                                  | Sam Kremers-Nedell | 21 juni 2017     | 12 oktober 2017  |
| Clarence ontmoet een nieuwe vriend die hem introduceert in een nieuwe levensstijl en een kant van Abberdaal die hij nooit kende. |    |                                                                   |                    |                  |                  |
| 111 | 21 | Just Wait in the Car Wacht maar even in de auto                   | Sam Kremers-Nedell | 22 juni 2017     | 13 oktober 2017  |
| Terwijl Marie boodschappen doet, wacht Clarence in de auto en strijdt tegen de verveling. |    |                                                                   |                    |                  |                  |
| 112 | 22 | Missing Cat Vermiste kat                                          | Sam Kremers-Nedell | 26 juni 2017     | 5 oktober 2017   |
| Wanneer Chelsea's kat vermist raakt, aarzelt ze om hulp te vragen, maar Clarence is vastbesloten om het verloren huisdier te vinden. |    |                                                                   |                    |                  |                  |
| 113 | 23 | Big Trouble in Little Aberdale Grote Problemen in Klein Abberdaal | Sam Kremers-Nedell | 27 juni 2017     | 19 oktober 2017  |
| Na het vinden van een mysterieus nieuw kind in hun buurt, Clarence, Jef en Sumo tonen Clarence en Sumo haar door de stad. |    |                                                                   |                    |                  |                  |
| 114 | 24 | Dare Day Weddensdag                                               | Sam Kremers-Nedell | 28 juni 2017     | 25 april 2018    |
| Met Jef op vakantie in Spanje, Sumo en Clarence dagen Sumo en Clarence elkaar uit om steeds absurder en extremer te worden. |    |                                                                   |                    |                  |                  |
| 115 | 25 | The Trade De ruil                                                 | Tony Infante       | 29 juni 2017     | 25 april 2018    |
| Nadat hij per ongeluk Ted's favoriete honkbalkaart heeft weggeruild, verandert Clarence in een gladde verkoper om het terug te krijgen. |    |                                                                   |                    |                  |                  |
| 116 | 26 | A Nightmare on Aberdale Street: Balance's Revenge                 | Tony Infante       | 27 oktober 2017  | 26 april 2018    |
| Clarence gebruikt een speciale jack-o'-plantage om de dromen van mensen in te gaan, en leert dat iets zijn vrienden nachtmerries bezorgt. |    |                                                                   |                    |                  |                  |
| 117 | 27 | Chadsgiving Tedsgiving                                            | Kelsy Abbott       | 17 november 2017 | 27 april 2018    |
| Clarence is enthousiast voor Thanksgiving diner met Ted's ouders, maar Ted vreest dat hun bizarre gewoontes hem onverantwoordelijk zullen maken. |    |                                                                   |                    |                  |                  |
| 118 | 28 | A Sumoful Mind Een Hoofd vol Sumo                                 | Tony Infante       | 10 juni 2018     | 25 april 2018    |
| Als Jef zich realiseert dat Sumo's nieuwe klassen zich op hem hebben afgewreven, probeert hij dit pas ontdekte intellectuele Sumo verder te stimuleren! Maar zal Clarence's lowbrow capriolen Jef's harde werk terugdraaien?                                                                        |    |                                                                   |                    |                  |                  |
| 119 | 29 | Animal Day Dierendag                                              | Sam Kremers-Nedell | 10 juni 2018     | 25 april 2018    |
| Clarence voelt de roep van het wild en besluit een nieuw leven te leiden, vrij van de drukte van de moderne wereld. Clarence zoekt een paar vrienden en zoekt een nieuwe plek om zijn wilde leven te leiden, maar al snel beseft hij dat het hem aan basisoverlevingsvaardigheden ontbreekt.        |    |                                                                   |                    |                  |                  |
| 120 | 30 | The Tunnel De tunnel                                              | Vitaliy Strokous   | 10 juni 2018     | 25 april 2018    |
| Nadat Clarence per ongeluk Benny's nieuwe videogame door een stormvloedgat heeft geslagen, gaat Benny een rioleringstunnel in om het op te halen. |    |                                                                   |                    |                  |                  |
| 121 | 31 | Talent Show                                                       | Kelsy Abbott       | 10 juni 2018     | 26 april 2018    |
| Clarence gooit een grote talentenjacht in zijn tuin om alle leuke verborgen talenten van zijn vrienden te tonen. |    |                                                                   |                    |                  |                  |
| 122 | 32 | RC Car Bestuurbare Wagen                                          | Tony Infante       | 10 juni 2018     | 28 april 2018    |
| Clarence brengt een dag buiten door met zijn speelgoedauto met afstandsbediening, die hij Carla noemt. Carla is er uiteindelijk van overtuigd dat ze een eigen wil heeft en besluit haar te volgen naar nieuwe avonturen.                                                                           |    |                                                                   |                    |                  |                  |
| 123 | 33 | Dog King Clarence Bestuurbare Wagen                               | Kelsy Abbott       | 17 juni 2018     | 26 april 2018    |
| Clarence brengt een dag buiten door met zijn speelgoedauto met afstandsbediening, die hij Carla noemt. Carla is er uiteindelijk van overtuigd dat ze een eigen wil heeft en besluit haar te volgen naar nieuwe avonturen.                                                                           |    |                                                                   |                    |                  |                  |
| 124 | 34 | Trampoline                                                        | Kelsy Abbott       | 17 juni 2018     | 26 april 2018    |
| Marie koopt een nieuwe trampoline voor de familie, maar een ongeluk brengt haar een tijdje op de bank. Vastbesloten om de verveling van het vastzitten binnenshuis te bestrijden, ontdekt ze dat haar buurvrouw misschien iets spannends verbergt.                                                  |    |                                                                   |                    |                  |                  |
| 125 | 35 | Clarence the Movie                                                | Tony Infante       | 17 juni 2018     | 27 april 2018    |
| Wanneer Clarence begint te spelen met zijn thuisvideocamera, wordt hij steeds meer betrokken bij de wereld van het filmen. |    |                                                                   |                    |                  |                  |
| 126 | 36 | Belson Gets a Girlfriend Belson Krijgt een Vriendinnetje          | Tony Infante       | 17 juni 2018     | 27 april 2018    |
| Clarence is ongelovig als hij erachter komt dat zijn beste vriendin Benny een nieuwe vriendin heeft die Pipi heet. Maar wanneer hij hun minder romantische gedrag observeert, besluit hij dat hij hen de manieren van liefde moet leren om hun gooi te helpen drijven!                              |    |                                                                   |                    |                  |                  |
| 127 | 37 | Brain TV                                                          | Tony Infante       | 17 juni 2018     | 28 april 2018    |
| Na een marathon van klassieke sitcom episodes, Clarence raakt vast te zitten als alter-ego "Clarry," een onaangenaam overdrijvende sitcom versie van zichzelf. Het is aan zijn vrienden en familie om hem te helpen er uit te breken, of het leven met een nieuwe Clarence onder ogen te zien.      |    |                                                                   |                    |                  |                  |
| 128 | 38 | Etiquette Clarence                                                | Kelsy Abbott       | 24 juni 2018     | 27 april 2018    |
| Clarence legt een kort verhaal in een schrijfwedstrijd voor. Hij is dolblij als hij hoort dat hij wordt geaccepteerd als finalist! Als Jef erachter komt dat Clarence een formeel diner moet bijwonen, zet hij de rommelige Clarence om in een gentleman.                                           |    |                                                                   |                    |                  |                  |
| 129 | 39 | Video Store                                                       | Spencer Rothbell   | 24 juni 2018     | 28 april 2018    |
| Clarence, Jef en Sumo bezoeken hun lokale videotheek om een film te huren, maar ontdek dat het allemaal verhuurd is! Elk van hen heeft een ander idee van wat tape mee naar huis te nemen, en moet de hulp van een stropdasbreker inroepen om het uit te zoeken.                                    |    |                                                                   |                    |                  |                  |
| 130 | 40 | Anywhere But Sumo                                                 | Tony Infante       | 24 juni 2018     | 29 april 2018    |
| Als Clarence beseft dat Sumo een nieuwe groep vrienden heeft gemaakt op zijn nieuwe school, wordt hij jaloers en verward. Zal Clarence accepteren een schoolleven leegte van Sumo, of zijn weg te plannen in het maken van hun vriendschap werken?                                                  |    |                                                                   |                    |                  |                  |